# Pesi massimi (film)
Pesi massimi (Heavyweights) è un film del 1995 diretto da Steven Brill.

## Trama
Gerry è un ragazzino sovrappeso che non si cura affatto dei suoi chili di troppo. Un giorno viene convinto dai suoi genitori a passare le vacanze estive a Camp Hopei, un campo vacanze dimagrante dove troverà altri suoi coetanei con lo stesso problema.